# Стефка Јорданова
Стефка Јорданова(буг. Стефка Йорданова Бургас 9. јануар 1947 — Бургас, 16. јануар 2011) била је бугарска атлетичарка, специјалзована за спринт и средње стазе.
Највећу успех у каријери постигла је 11. марта 1973, када је на Европском првенству у дворани у трци на 800 метара освојила златну медаљу резултатом 2;02,65 и оборила светски рекорд у дворани., Рекорд није ратификован од страна ИААФ.
Јорданова је вишеструки рекридер Бугарсеке у дворани, а на отвореном два пута: на 400 метара – 53,4 (26. мај 1973, Софија) и штафета 4 х 400 м – 3:28,80 (4. август 1973, Варшава).

## Значајнији резултати
| Датум    | Такмичење                        | Место               | Пласман  | Дисциплина | Резултат | Детаљи   |
| Бугарска | Бугарска                         | Бугарска            | Бугарска | Бугарска   | Бугарска | Бугарска |
| -------- | -------------------------------- | ------------------- | -------- | ---------- | -------- | -------- |
| 1971     | Европско првенство у дворани     | Софија, Бугарска    | 10.      | 400 м      | 55,6     |          |
| 1971     | Европско првенство у дворани     | Софија, Бугарска    |          | 4 х 400 м  | 3:47,8   |          |
| 1971     | Европско првенство               | Хелсинки, Финска    | 26.      | 400 м      | 55,14    |          |
| 1971     | Европско првенство               | Хелсинки, Финска    | 10.      | 4 х 400 м  | 3:47,8   |          |
| 1971     | Балканске игре у атлетици        | Загреб, СФРЈ        |          | 400 м      | 54,9     | [ 3 ]    |
| 1973.    | Европско првенство у дворани     | Ротердам, Холандија |          | 800 м      | 2:02,65  |          |
| 1973.    | Полуфинале Купа европских нација | Варшава, Пољска     |          | 4 х 400 м  | 3:28,8   |          |